# 11836 Eileen
11836 Eileen este un asteroid care intersectează orbita planetei Marte.

## Descriere
11836 Eileen este un asteroid care intersectează orbita planetei Marte. Asteroidul prezintă o orbită caracterizată de o semiaxă mare de 2,35 ua, o excentricitate de 0,35 și o înclinație de 22,5° în raport cu ecliptica.